# Crònica de Nantes
La Crònica de Nantes és un recull de relats històrics referits a la història de la vila i el comtat de Nantes entre 570 i 1050, realitzat al segle xi en llatí (Chronicon Namnetense) i àmpliament utilitzat al final del segle xv per Pierre Le Baud, un dels primers historiadors de Bretanya.
Havent desaparegut llavors el text original, l'arxiver René Merlet va intentar reconstituir-lo a partir dels treballs de Pere Le Baud i del seu besnebot Bertrand d'Argentré.

## Històric

### El document original (Segle XI)
La redacció de la Crònica de Nantes va tenir lloc poc després de la data de 1050, punt final d'aquesta cronologia nantesa. L'arxiver René Merlet suposa que el o els copistes van consagrar una desena d'anys a la realització de l'obra.
El document original sobre pergamí, redactat en llatí, titulat Chronicon Namnetense, existia encara a la fi del segle xv a l'arxiu épiscopal de Nantes, sota la guarda dels canonges de la Catedral.

### Els treballs de Pere Le Baud (1496-1505)
En aquesta època, el capellà d'Anna de Bretanya era Pere Le Baud, degà de Saint-Tugal de Laval. A petició de la duquessa Anna, va estudiar aquest arxiu per tal d'escriure una història de Vretanya, acabada el 1505: Cronique dels roys i prínceps de Bretaigne armoricane, que li va dedicar.
Va editar d'altra banda una altra compilació de les cròniques nanteses afegint-hi trossos desfavorables als bretons, absents de l'edició oferta a Anna de Bretanya. Aquesta versió, que es presenta en un volum in-folio en velin del segle xv, compost de 399 fulls adornats de miniatures del qual una representant Pere Le Baud, es troba actualment a la Biblioteca nacional.
A l'obra de Pere Le Baud, el cronista original és designat com a autor del Llibre dels miracles i cròniques de l'església de Nantes.

### Còpies i edicions ulteriors
Seguidament dues traduccions en llatí a partir de l'original de Pere Le Baud foren realitzades per canonges de la catedral de Nantes. Una d'elles fou utilitzada al començament del segle xviii pel benedictí Dom Lobineau; l'altre era en possessió de l'historiador bretó Artur Lemoyne de La Borderie al segle xix.
L'edició de la Crònica per d'Hozier (1638)
L'obra de Pedra El Baud dedicada a la duquessa Anna fou publicada el 1638 a París per Hozier sota el títol Història de Bretagne....
La primera edició del Chronicon Namnetense per Dom Lobineau
El benedictí Dom Lobineau utilitza una mica més tard aquesta edició, però també una Crònica de Saint-Brieuc i alguns manuscrits de l'arxiu episcopal de Nantes. Va efectuar la primera edició impresa de la Crònica de Nantes en la seva pròpia Història de Bretagne, sota el títol Chronicon Namnetense....
Amb aquests diferents textos, ha estat possible a René Merlet de fer una reconstitució aproximada de la Crònica de Nantes.

## Contingut històric

### Capítols inicials
La Crònica de Nantes comença el 570 per la descripció de la basílica de Nantes construïda al segle VI pel bisbe Fèlix I.
El relat prossegueix amb la invasió normanda del 843. La cronologia aborda els regnats de Nominoe, d'Erispoe i de Salomó I de Bretanya així com el dels comtes francs de Nantes, Ricuí de Nantes, Renald d'Herbauges, Lambert I de Nantes i Lambert II de Nantes.
La Crònica de Nantes relata els combats entre bretons i normands. Hi és descrita la conquesta de Nantes pels vikings el 919, i la fugida del clergat nantès, dels burgesos i del petit poble de Nantes cap a Angers i després Borgonya.

### Alan Barbetorte
El text ret homenatge al duc de Bretagne Alan II Barbitorte que va alliberar Nantes al capdavant de les seves tropes bretones, victorioses sobre l'enemic normand. El relat detalla la mort d'Alan Barbitorte i la deposició del seu cos en la col·legial de Notre-Dame de Nantes. Són descrits igualment el tractat establert entre ell i Guillem Cap d'Estopa (Guillem III d'Aquitània) comte de Poitiers així com els seus diferents matrimonis amb en principi Roscil·la d'Anjou, després amb Roscil·la de Blois, permetent establir relacions de bons veïnatges amb els poderosos comtats d'Angers i de Blois.

### Els comtes de Nantes
El relat continua la seva història relatant la vida d'altres comtes nantais tals com Alan I el Gran.
La mort del jove príncep Drogó de Bretanya ordenada pel seu protector Folc II el Bo, comte d'Anjou, va provocar un gran xoc als nantesos i els va desviar un temps dels seus aliats i veïns angevins, malgrat les seves ajudes constants sobretot de cara als vikings.
Els assassinats, dels comtes de Nantes Hoel I i Guerech comanditats, des de Rennes, per Conan I de Bretanya no eren més que una continuació del conflicte entre les dues ciutats vassalles del seu senyor feudal respectiu, les dues potències rivals: Blois i Angers.

### El concili de Reims
L'última part reagrupa un cert nombre de cròniques nanteses i anuncia alhora la deposició de Budic bisbe de Nantes per decisió del concili de Reims presidit pel papa Lleó IX el 1049 i la mort del comte Maties I de Nantes el 1050.

## Contingut ideològic

### L'hostilitat envers els invasors
Malgrat l'elogi a la glòria d'Alan Barbitorte en tant que alliberador del comtat de Nantes de l'ocupació normanda i la revalorització de la ciutat en la qual s'instal·larà amb la seva cort, la Crònica de Nantes és hostil amb els vikings, amb els Angevins i amb els bretons.
Certs episodis no són gens favorables als Bretons i són verdaders atacs antibretons. Els termes utilitzats en la versió original en llatí són: sicque illi diabolici viri o encara ille diabolicus vir per parlar-ne com homes diabòlics, però a l'Edat Mitjana l'expressió diabolici pot significar igualment depravat, immorals.
La població nantesa mostrava respecte als bretons i dels seus caps uns sentiments d'enemistat, fins i tot d'hostilitat des de l'arribada dels primers d'ells després del tractat d'Angers el 851. Tret del període gloriós d'Alan Barbitorte, aquest estat d'esperit perdurarà en el temps.
Segons La Borderie i l'arxiver René Merlet, hi ha diverses explicacions a aquesta opinió pública nantesa poc favorable envers aquests bretons nouvinguts:
- La primera explicació ve de l'oposició dels caps bretons a les regles del clergat i del papat. La Crònica de Nantes relata les acusacions portades contra els bretons pels sacerdots en el moment del concili de Soissons el 866. Els bisbes de Soissons denuncien aquests Bretons que es neguen a sotmetre's a la supremacia religiosa de l'arquebisbe de Tours. Una part del clergat bretó és descrita "diabòlica per voler viure maritalment i prendre dones com els permeten els seus senyors bretons". Aquests caps bretons a més designen ells mateixos els homes d'església contràriament als principis de l'Església papal. Finalment els bisbes reunits en concili continuen les seves acusacions retraient als bretons que hagi envaït el Bisbat de Nantes.

- La segona raó és contemporània a la redacció de la Crònica de Nantes. En efecte el 1050, quan els copistes inicien aquesta crònica nantesa, el comte Maties I de Nantes acaba de morir. Nantes acaba de caure en possessió de Judit de Nantes i del seu espòs Alan Canhiart, comte de Cornualla. Encara que el comtat de Nantes estava unit a Bretanya des de feia dos segles, tot i els períodes d'aliança amb el comtat d'Angers, la noblesa, el clergat i la població nantese, pels seus costums i pel seu llenguatge, eren sempre francesos. Així Alain Canhiart, vinent de la seva Cornouaille natal, va col·locar als diferents llocs de l'administració de la ciutat i del clergat, a senyors bretons bretonitzants. Aquesta política va comportar un ressentiment general de part dels nantesos desposseïts d'aquestos llocs. La incomprensió era gran entre el poble nantès d'origen franc i els edils de Nantes d'origen bretó.

- En aquesta meitat del segle xi l'opinió pública antibretona era prou poderosa per permetre la redacció de tal crònica sense simpaties per als dirigents bretons, sense tenir en compte el comte bretó governant a Nantes mateix.

- El 1049, en el moment del concili de Reims, el papa Lleó IX va deposar el bisbe Budic i va anomenar un sacerdot italià del nom Airard. Aquest últim haurà de reconquerir el bisbat de Nantes.

### El lloc important de l'Església
El clergat manté un lloc important en aquesta crònica. S'hi troba:
- La llista completa de bisbes des de 843 fins a 1050.
- La història de la catedral de Nantes des de la fundació de la basílica sota Fèlix, després la seva destrucció pels vikings, i la seva reconstrucció.
- La fugida dels canonges i bisbe cap a Angers i després a Borgonya enfront de la invasió normanda.